# Hexatoma (Eriocera) ambrosia ambrosia
Hexatoma (Eriocera) ambrosia ambrosia is een ondersoort van de tweevleugelige Hexatoma (Eriocera) ambrosia uit de familie steltmuggen (Limoniidae). De ondersoort komt voor in het Oriëntaals gebied.